# Stoliczka
Genre
Stoliczka est un genre d'araignées aranéomorphes de la famille des Pisauridae.

## Distribution
Les espèces de ce genre sont endémiques du Pakistan. Elles se rencontrent au Gilgit-Baltistan et au Pendjab,.

## Liste des espèces
Selon World Spider Catalog (version 17.0, 07/05/2016) :
- Stoliczka affinis Caporiacco, 1935
- Stoliczka insignis O. Pickard-Cambridge, 1885

## Étymologie
Ce genre est nommé en l'honneur de Ferdinand Stoliczka.

## Publication originale
- O. Pickard-Cambridge, 1885 : Araneida. Scientific results of the second Yarkand mission. Calcutta, p. 1-115 (texte intégral).